# Dudu Fišer
David „Dudu“ Fišer (hebrejsky דודו פישר‎, v anglickém přepisu Dudu Fisher) (* 18. listopadu 1951) je izraelský zpěvák, chazan (kantor) a muzikálový herec.

## Biografie
Narodil se roku 1951 v Petach Tikvě v religiozní rodině. Dětství strávil v
Kirjat Tiv'on, kde chodil do sekulární školy. Pak studoval na středoškolské ješivě v Nechalim. Vojenskou službu absolvoval v nově založeném Orchestru vojenského rabinátu.
Studoval na Telavivské hudební akademii a privátně u chazana Šloma Ravitze. Byl chazanem v telavivské Velké synagoze, Ramat Ganu i jinde (v  Jižní Africe a USA). Zpíval s Izraelskou filharmonií. Od roku 2005 je hlavním chazanem Newyorské synagogy.
Vydal 25 alb v hebrejštině, angličtině a v jidiš. Vystupuje v 16 dílech pořadu pro děti Be-gan šel Dudu (V Duduově školce) o židovských svátcích. Proslavil se na Broadway Theatre v roli Jeana Valjeana (v Bídnících).